# アイネ・クライネ・ナハト・ミュージック
『アイネ・クライネ・ナハト・ミュージック』は、ポニーキャニオンより1997年2月19日に発売された、L⇔Rの12枚目のシングル。

## 概要
- 前作『NICE TO MEET YOU』から8か月ぶりのリリース。
- ジャケットは黒沢健一がFAX用紙の裏に描いたもので、次作『STAND』、アルバム『Doubt』にも同様のタッチのイラストが採用された。
- 当初は『STAND』がリリースされる予定だった[1]が、急遽シングルとして発売されることになった。そのため『STAND』の発売は翌月に延期となっている。

## 収録曲
1. アイネ・クライネ・ナハト・ミュージック
  - タイトルは、「アイネ・クライネ・ナハトムジーク」のもじり。
2. そんな気分じゃない "JAM TASTE version"
  - ギターに高野寛、内田勘太郎（憂歌団）、ドラムスに森高千里が演奏に参加。『Doubt』に収録されるものに比べ、歌詞が少なく演奏のパートが長くなっている。

## 収録アルバム
- Doubt (#1)
- Singles&More Vol.2 (#1)
- プラチナムベスト L⇔R (#1)

## カバー
- 藤木直人 - 2004年ミニアルバム『夏歌ウ者ハ冬泣ク』。[2]